# Le Chevalier de la vengeance
Pour plus de détails, voir Fiche technique et Distribution.
Le Chevalier de la vengeance (Son of Fury: The Story of Benjamin Blake) est un film américain réalisé par John Cromwell, sorti en 1942.

## Synopsis
L'histoire se déroule sous le règne du roi George III, à Bristol, en Angleterre, où le jeune Benjamin Blake (Roddy McDowall), fils du défunt baronnet de Breetholm, est arraché à son grand-père roturier, l'armurier Amos Kidder (Harry Davenport), et contraint de servir son oncle vengeur, Sir Arthur Blake (George Sanders). Arthur a hérité du titre et des terres de son frère Godfrey et craint que Ben ne soit pas né hors mariage et ne réclame son héritage. Il contraint le garçon à devenir son pupille et son serviteur, donnant à Arthur le pouvoir de vie et de mort sur le jeune homme. Ben s'enfuit chez son grand-père, mais plutôt que de forcer le vieil homme à vivre une vie de fuite, il retourne à Breetholm, jurant d'endurer tout ce qu'il devra endurer pour prouver un jour qu'il est un "vrai Blake" et récupérer son droit d'aînesse.
Ben, devenu un jeune homme (Tyrone Power), est tombé amoureux d'Isabel (Frances Farmer), sa cousine et la fille hautaine et intrigante d'Arthur. Arthur découvre leur relation et frappe Benjamin à coups de poing, puis le bat jusqu'à ce qu'il perde connaissance et le fouette sans pitié lorsqu'il riposte. Ben affronte Arthur cette nuit-là, mais il est menacé de prison pour s'être introduit dans sa chambre afin de l'agresser, ce qui constitue un délit de pendaison. Ben s'enfuit, mais son grand-père est emprisonné pour l'avoir aidé à s'échapper. Ben s'embarque clandestinement sur un navire en partance pour les mers du Sud, où il pourra faire fortune, prouver ses dires et libérer son grand-père de prison. Ben est forcé de rejoindre l'équipage du navire, mais il rejoint son compagnon de bord Caleb Green (John Carradine) et quitte le navire pour une île polynésienne. Là, il gagne la confiance des habitants de l'île, trouve la fortune (des perles) et s'éprend d'une jeune fille qu'il appelle "Eve" (Gene Tierney). Lorsqu'un navire hollandais passe par hasard, leur permettant de réaliser leurs ambitions, Caleb découvre que la vie idyllique dans les îles vaut plus que les perles qu'ils ont amassées, mais Ben reste fidèle à son vœu et à son grand-père emprisonné.
Avec leur trésor combiné, il retourne en Angleterre sous un faux nom pour prouver son droit d'aînesse avec l'aide d'un homme d'influence, Bartholomew Pratt (Dudley Digges). Ben est trahi après s'être rendu à Breetholm pour voir Isabel, et il est condamné par un jury pour les délits précédents. Alors qu'il est sur le point d'être condamné à mort, il est sauvé par Pratt, qui prouve qu'aucun crime n'a été commis en démontrant que le père et la mère de Ben se sont mariés à bord d'un navire en partance pour les Indes, et que "Sir Benjamin Blake" était en droit le baronnet légitime à l'époque. Ben découvre que c'est Isabel qui l'a trahi et rembourse les coups qu'il a reçus d'Arthur. Il affranchit les locataires asservis de Breetholm et divise le domaine entre eux, cédant le manoir à son grand-père. Ben retourne ensuite sur l'île polynésienne pour y vivre sa vie avec Eve.

## Fiche technique
- Titre : Le Chevalier de la vengeance
- Titre original : Son of Fury: The Story of Benjamin Blake
- Réalisation : John Cromwell
- Scénario : Philip Dunne, d'après le roman Benjamin Blake de Edison Marshall
- Production : Darryl F. Zanuck et William Perlberg producteur associé
- Société de production et de distribution : 20th Century Fox
- Musique : Alfred Newman
- Photographie : Arthur C. Miller
- Montage : Walter Thompson
- Direction artistique : James Basevi et Richard Day
- Décorateur de plateau : Thomas Little
- Costumes : Gwen Wakeling et Sam Benson
- Maquillage : Guy Pearce
- Pays d'origine : États-Unis
- Format : Noir et blanc - Son : Mono (Western Electric Mirrophonic Recording)
- Genre : Aventure
- Durée : 98 minutes
- Dates de sortie :
  - États-Unis : 29 janvier 1942
  - France : 7 mars 1947
- Affiches : Constantin Belinsky, Boris Grinsson (France)

## Distribution
- Tyrone Power : Benjamin Blake
- Gene Tierney : Eve, la vahinée
- George Sanders : Sir Arthur Blake
- Frances Farmer : Isabel Blake
- Elsa Lanchester : Isabel, une prostituée du port de Bristol
- Kay Johnson : Helena Blake
- John Carradine : Caleb Green
- Harry Davenport : Amos Kidder
- Dudley Digges : Bartholomew Pratt
- Roddy McDowall : Benjamin Blake jeune
- Halliwell Hobbes : Purdy
- Pedro de Cordoba : Feenou
- Heather Thatcher : Maggie Martin
- Arthur Hohl : Capitaine Greenough
- Dennis Hoey : Lord Tarrant
- Ray Mala : Marnoa
- Robert Greig : le juge
- Leonard Carey (non crédité) : Tom